# Huayangosauridae
Huayangosauridae („ještěři z Huayangu/provincie S’-čchuan“) je čeleď stegosaurních dinosaurů z období střední jury až křídy (zhruba před 168 až 121 milioyn let). Jejich fosilie dnes známe z území Číny a Velké Británie. Název je odvozen od slova „Huayang”, což je alternativní název provincie S’-čchuan (místo, kde byly objeveny jeho kosterní pozůstatky) a slova saurus, znamenajícího ještěr. Typovým rodem je Huayangosaurus, formálně popsaný roku 1982.

## Popis

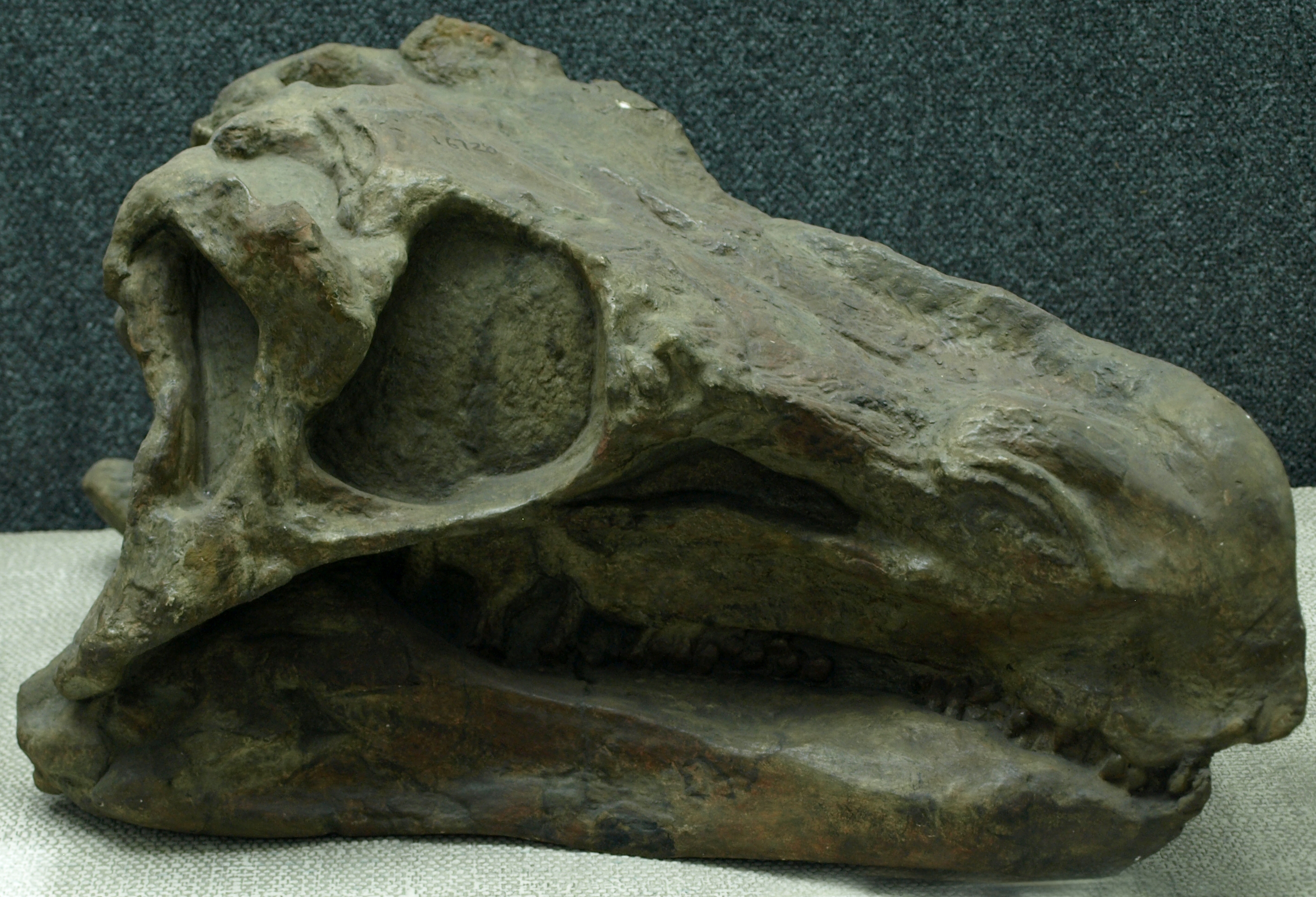
Lebka huayangosaura

Stejně jako ostatní stegosauři byli i huayangosauridi býložraví čtyřnožci s relativně malou lebkou a ocasem vyzbrojeným bodci. Obvykle dosahovali menších rozměrů, například Huayangosaurus byl jedním z nejmenších známých stegosaurů vůbec - byl dlouhý jen kolem 4 až 4,5 metru a dosahoval hmotnosti asi 500 kg.

## Objev a zástupci

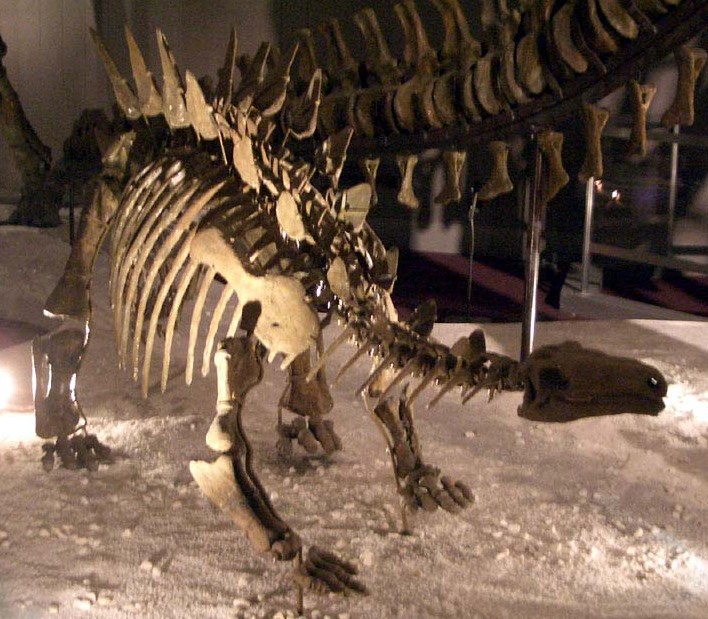
Kostra druhu Chungkingosaurus jiangbeiensis.

Huayangosaurus byl objeven nedaleko C'-kungu v Sečuánu a byl pojmenován Dongem, Tangem a Zhouem v roce 1982. Ve stejné práci byla stanovena čeleď Huayangosauridae pro vývojově primitivní zástupce kladu Stegosauria.
V současnosti jsou do této skupiny s jistotou řazeny jen tři druhy - Huayangosaurus taibaii, Chungkingosaurus jiangbeiensis a Regnosaurus northamptoni.